# The Shed
The Shed (littéralement Le Hangar, anciennement connu sous le nom de Culture Shed et Hudson Yards Cultural Shed) est un centre culturel à Hudson Yards, Manhattan, à New York. Ouvert le 5 avril 2019, le Shed commande, produit et présente un large éventail d'activités dans les arts de la scène, les arts visuels et la culture pop.
Le hangar est situé dans le bâtiment Bloomberg, à côté de la partie nord du parc surélevé High Line, près du quartier des galeries de Chelsea. Il est attaché à 15 Hudson Yards, un gratte-ciel faisant partie du complexe immobilier de Hudson Yards, bien que le Shed lui-même soit situé sur un terrain appartenant à la ville. Le centre culturel est entretenu par une organisation culturelle indépendante à but non lucratif du même nom.

## Description
La construction du Shed a débuté en 2015, avec une conception de l'architecte principal Diller Scofidio + Renfro et de l'architecte collaborateur Rockwell Group. L'ingénierie structurale, la façade et la conception cinétique ont été fournies par Thornton Tomasetti. Le Shed présente plusieurs caractéristiques architecturales, comme une coque rétractable qui crée un espace, nommé The McCourt, pour des performances, des installations et des événements à grande échelle ; un théâtre de 500 places ; et deux niveaux d'espaces d'expositions. Les plans du centre culturel ont suscité les éloges de nombreux médias et institutions artistiques. Il a été initialement critiqué par la communauté environnante, mais à mesure que la construction progressait, les critiques des médias sur le Shed se sont avérées de manière plus positive.

## Histoire

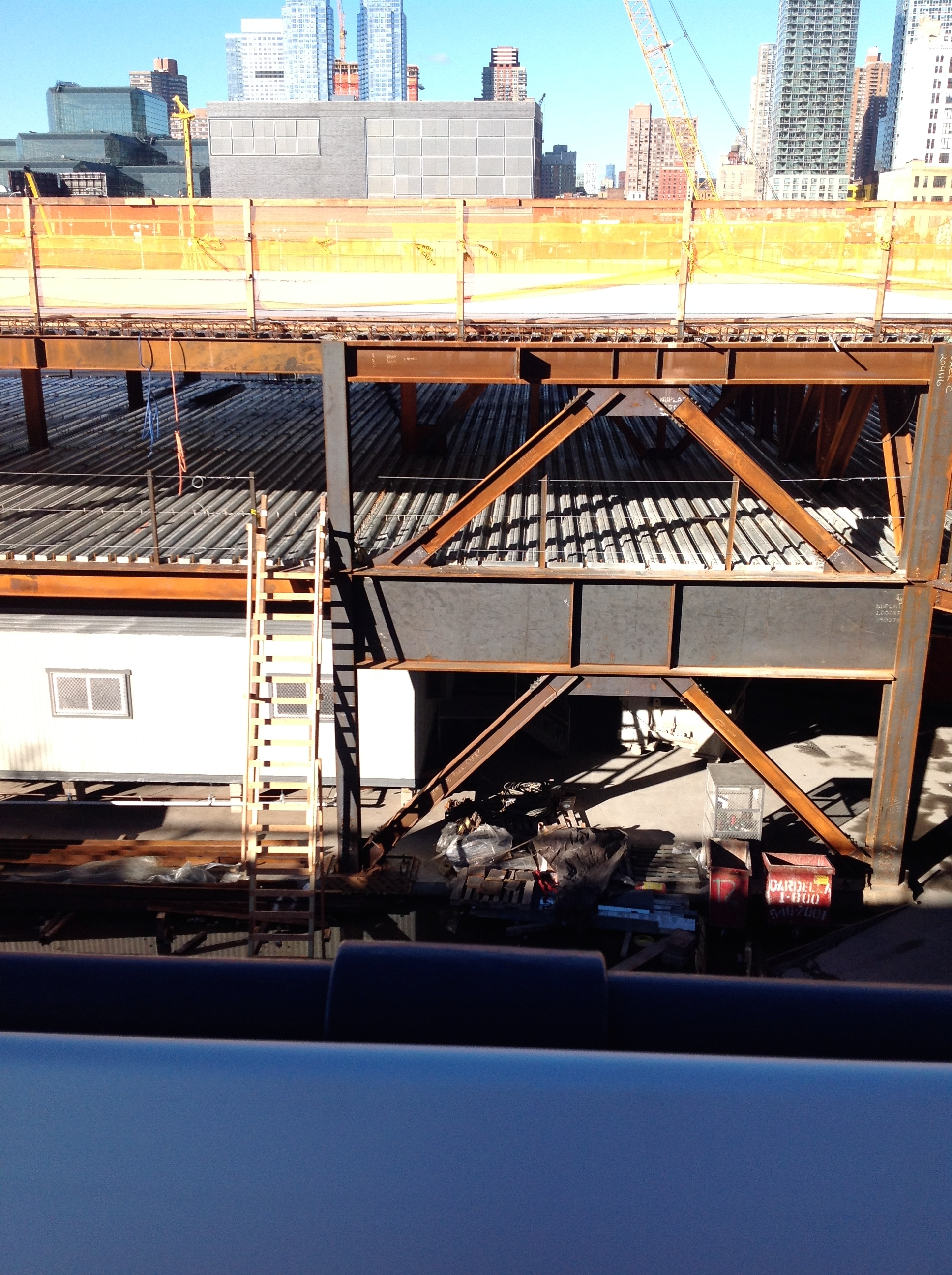
La plateforme supportant le Shed en construction en septembre 2014

Dans le cadre du plan de redéveloppement de Hudson Yards, la ville a préservé une parcelle de terrain lui appartenant sur la 30e rue Ouest entre les 10e et 11e avenues, adjacente à la High Line, pour une utilisation culturelle future. Dan Doctoroff, alors maire adjoint du développement économique et de la reconstruction, a dirigé les efforts visant à déterminer ce qui devrait y être créé. Il a alors été décidé que l'espace « devrait être très flexible et pourrait répondre au désir croissant de nombreux artistes de sortir de leurs silos et de fusionner les disciplines ». La Ville a émis une demande de propositions pour ce nouvel établissement culturel en 2008 au plus fort de la récession. La Ville a sélectionné Diller Scofidio + Renfro en tant qu'architecte principal et Rockwell Group comme architecte collaborateur pour développer leur concept de bâtiment flexible, une « architecture d'infrastructure » pouvant abriter toutes les disciplines créatives sous un même toit. Le Shed, un bâtiment de six étages, relativement petit par rapport aux gratte-ciel de Hudson Yards a été construit du côté sud du site de développement de Hudson Yards. La ville conserve la propriété du terrain sur lequel le Shed est construit et a fourni un financement en capital pour le projet. Le financement du Shed a été obtenu de la ville en juillet 2013.
L'ancien maire Michael Bloomberg a discrètement fait don de 15 millions de dollars au Shed en 2012, puis a ajouté 60 millions de dollars de dons cinq ans plus tard. La ville avait également accordé 50 millions de dollars au projet en 2013, ce qui représente la plus importante subvention en capital accordée par la ville cette année-là ; ce financement a ensuite été porté à 75 millions de dollars. En mars 2019, le Shed avait reçu 529 millions de dollars en dons pour sa campagne de financement sur les 550 millions de dollars destinés à financer les dépenses de construction, de programmation et de démarrage du bâtiment.

### Construction
The Shed, une organisation à but non lucratif, a été créée en 2012 pour superviser la construction du bâtiment et pour gérer le bâtiment lors de son ouverture,. En 2013, Dan Doctoroff en est devenu président. À ce titre, il a dirigé la campagne de financement de 550 millions de dollars et le conseil d'administration, supervisé la conception et la construction de l'édifice et géré la recherche du directeur artistique. La conception du bâtiment est une collaboration entre deux cabinets d'architectes de la ville de New York : l'architecte principal Diller Scofidio + Renfro et l'architecte collaborateur Rockwell Group. L'entrepreneur principal était Sciame, tandis que le fabricant d'acier était Cimolai.
La construction du hangar débuta après que les caissons soient posés. La plate-forme supportant les tours, comprenant 16 ponts, a été achevée fin 2014. La construction du bâtiment lui-même a commencé mi-2015. Le nom de l'espace a été changé pour devenir simplement « The Shed » en 2016. La coque rétractable a été achevée en 2017,. Bien que les premiers rapports aient indiqué que le bâtiment ouvrirait en 2017 ou 2018, un rapport de 2015 a fixé la date d'ouverture à 2018, ou 2019.
Début janvier 2019, il a été annoncé que le Shed ouvrirait le 5 avril 2019, avec quatre productions et expositions en direct. Le bâtiment du Shed à Hudson Yards a été officiellement rebaptisé Bloomberg Building d'après l'ancien maire Bloomberg, qui a fait don de 75 millions de dollars du coût prévu de la structure de 475 millions de dollars. De plus, le Shed a signé un contrat avec Altice USA, qui deviendrait le « fournisseur de connectivité exclusif » du site. Une cérémonie de dédicace pour la remise a eu lieu le 1er avril 2019,. Le Shed a ouvert comme prévu quatre jours plus tard,,.

## Conception

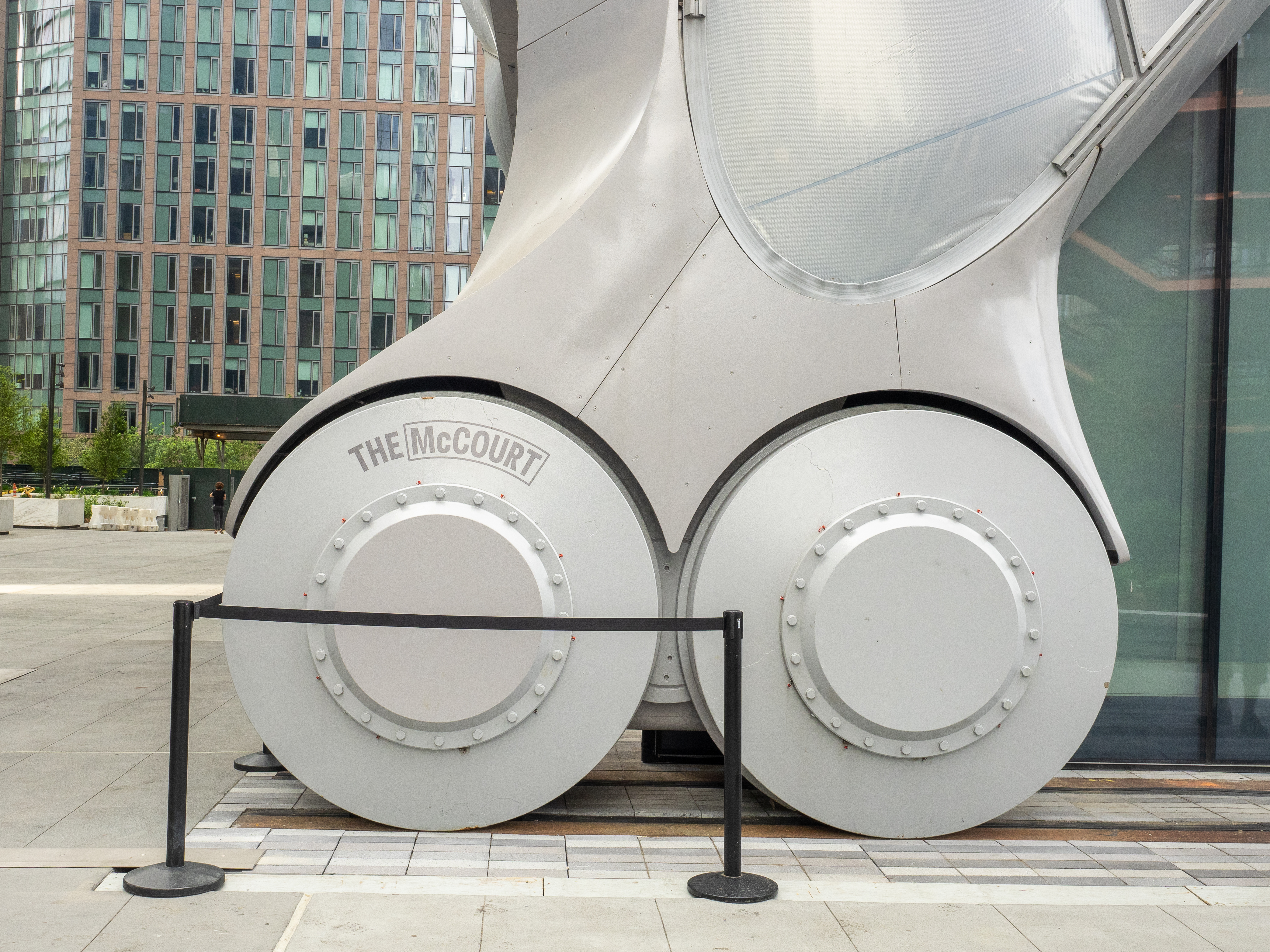
Roues utilisées pour rétracter ou allonger la coque

Le Shed est un centre des arts visuels et des arts du spectacle de 16 000 m² situé dans la partie sud du projet de développement de Hudson Yards. La structure comprend 3 700 m² d'espace d'exposition sans colonne, 2 300 m² d'espace de « qualité musée », un théâtre pouvant accueillir jusqu'à 500 personnes et un espace extensible de 1 500 m² en coque qui utilise la technologie des grues industrielles, permettant à l'espace de s'étendre et de se contracter pour accueillir de nombreux événements et publics,. Les spectateurs de spectacles et d'expositions en salle seront facturés.

## Événements
Le Shed est conçu pour accueillir de nombreux événements culturels, notamment dans les domaines de l'art, des spectacles, du cinéma, du design, de la nourriture, de la mode et de nouvelles combinaisons de contenu culturel,. Au moins un événement, la Fashion Week de New York, envisage de déménager au Shed pour toutes ses expositions,,.
En 2014, Alex Poots a été nommé PDG - directeur artistique du Shed. Il était auparavant directeur du Manchester International Festival et de Park Avenue Armory avant d'occuper ce poste.

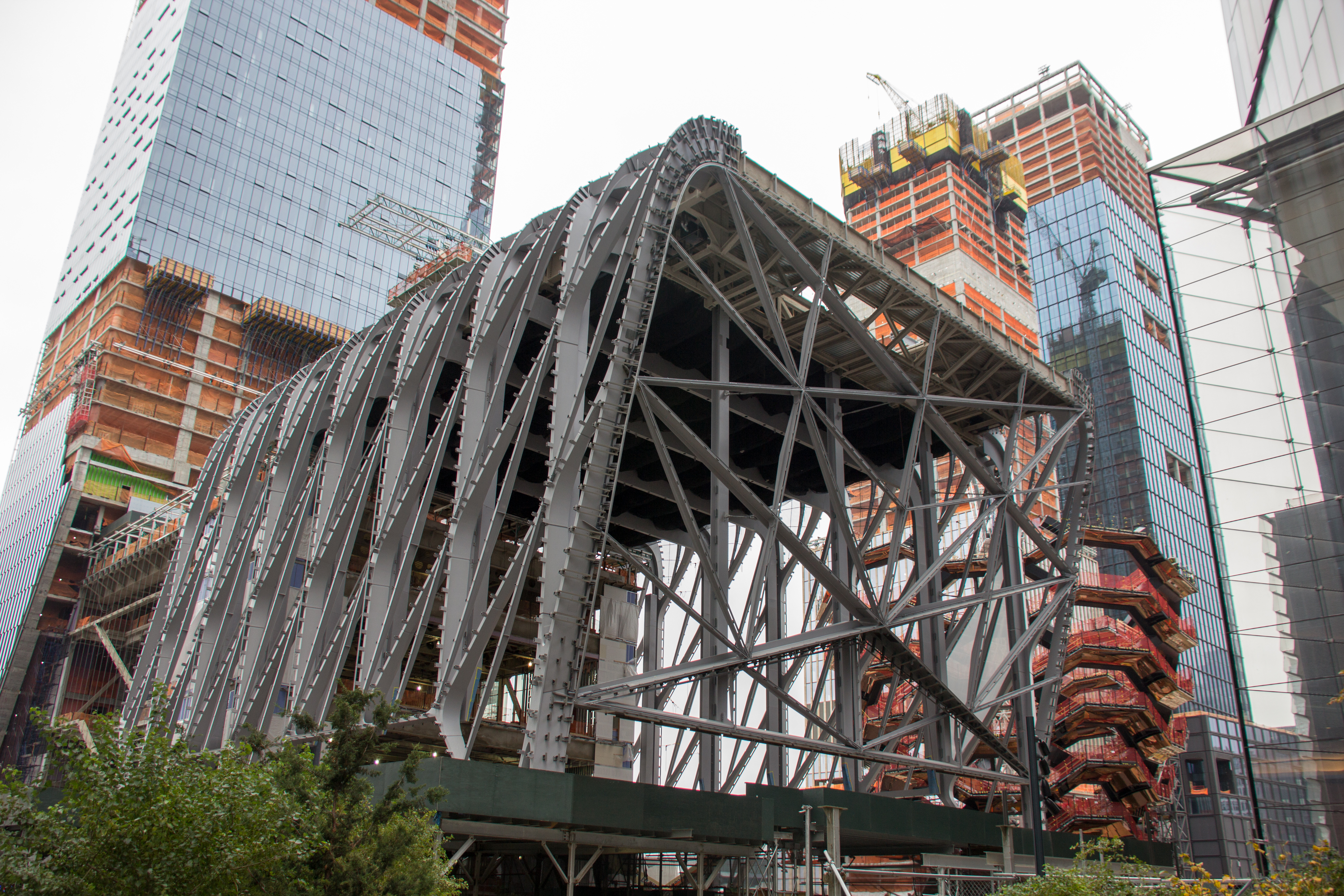
Vue de 2017 du Shed et des chantiers Hudson 10 et 15, avec le navire (en construction) derrière

À l'automne 2016, le Shed a lancé un programme de danse à l'échelle de la ville sur les questions de justice sociale,. Il s'est également associé au MIT Media Lab pour aider les artistes qui créaient des œuvres impliquant la réalité virtuelle et l'intelligence artificielle.
Le 6 avril 2019 pour son inauguration, est donné un concert avec la création mondiale de deux pièces audiovisuelles commandées pour l'occasion, fruits de la collaboration entre Steve Reich et Gerhard Richter pour Reich/Richter d'une part et Arvo Pärt et Gerhard Richter pour Richter/Pärt d'autre part,. Du 6 mai 2019 au 1er juin 2019, l'artiste islandaise Björk a interprété une série de concerts connue sous le nom de « Björk's Cornucopia », qui s'est déroulée entièrement sur un plateau et comprenait des images uniques et bizarres, un accent particulier sur les costumes et la scénographie, et un certain activisme pour l'écologisme. De plus, le film de Michael Bay 6 Underground a été présenté en avant-première au Shed le 10 décembre 2019.

## Réception critique
The Shed a attiré des critiques publiques mitigées, ainsi que les éloges de nombreuses institutions artistiques. Dans un éditorial du site d'art Artsy, un écrivain a déclaré que bien que « l'architecture innovante du bâtiment semble prête à supporter le poids des grandes ambitions [du hangar] », la construction du hangar a également eu l'effet secondaire imprévu de « faire un New York toujours moins accessible pour ceux qui n'ont pas de moyens financiers », compte tenu des quartiers pauvres situés à proximité de Hudson Yards. Le New York Times a salué The Shed comme « un projet qui pourrait remodeler et redéfinir l'infrastructure physique et culturelle de la ville » et « l'un des ajouts les plus importants au paysage culturel de la ville de New York depuis des décennies ».
En août 2019, la nouvelle du projet du membre du conseil d'administration de Shed, Stephen Ross, d'organiser une collecte de fonds pour la campagne de réélection du président américain Donald Trump en 2020 a provoqué la protestation de plusieurs artistes. La marque de mode Rag & Bone a décidé de ne pas accueillir son défilé de la Fashion Week de New York à l'automne 2019 au Shed. AL Steiner et Zachary Drucker ont tous deux retiré leur travail d'une exposition au Shed.